# Emerytowany sprzedawca farb
Emerytowany sprzedawca farb (ang. The Adventure of the Retired Colourman) – opowiadanie kryminalne Arthura Conana Doyle’a o przygodach Sherlocka Holmesa. Pierwsza publikacja w czasopiśmie „Liberty” w grudniu 1926 (ilustracje Frederic Dorr Steele), kolejna w „The Strand Magazine” w styczniu 1927 (ilustracje Frank Wiles). Następnie w zbiorze Księga przypadków Sherlocka Holmesa z czerwca 1927. Inny tytuł Sprawa emerytowanego farbiarza. Zwykle traktowana jako ostatnia drukowana przygoda Holmesa, choć Stary dwór Shoscombe opublikowano później, w marcu 1927 r.
Emerytowany sprzedawca farb Jozajasz Amberley utrzymuje, że gdy był w teatrze, jego młoda żona uciekła ze znajomym lekarzem, z którym zwykł był grywać w szachy. Uciekinierzy mieli też zabrać większość jego oszczędności. Holmes przypuszcza, iż zaginiona para padła ofiarą morderstwa. Przy pomocy Watsona wywabia Amberleya z jego willi i przeszukuje ją. W pokoju służącym za skarbiec odkrywa wypisane na ścianie litery we we, które rekonstruuje jako początek napisu we were murdered (zostaliśmy zamordowani). Szczelnie zamykane drzwi skarbca i prowadząca do jego środka rurka kończąca się pod gipsową rozetą na środku sufitu sprawiają, że mógł być użyty jako komora gazowa.
Ekranizacja w 1965 r. w serialu BBC: Holmes – Douglas Wilmer, Watson – Nigel Stock.